# Ginástica nos Jogos Sul-Americanos de 2010
As competições de ginástica nos Jogos Sul-Americanos de 2010 ocorreram entre 22 e 29 de março no Coliseo de Gimnasia, em Medellín. Foram disputados quatorze eventos da ginástica artística e nove da ginástica rítmica. Outra modalidade olímpica, a ginástica de trampolim não foi realizada.

## Calendário
| Março               | 17 | 18 | 19 | 20 | 21 | 22 | 23 | 24 | 25 | 26 | 27 | 28 | 29 | 30 | T  |
| ------------------- | -- | -- | -- | -- | -- | -- | -- | -- | -- | -- | -- | -- | -- | -- | -- |
| Ginástica artística |    |    |    |    |    | 4  |    | 10 |    |    |    |    |    |    | 14 |
| Ginástica rítmica   |    |    |    |    |    |    |    |    |    |    |    | 3  | 6  |    | 9  |

## Eventos
| Ginástica artística - Individual geral masculino - Equipes masculino - Solo masculino - Barra fixa - Barras paralelas - Cavalo com alças - Argolas - Salto sobre a mesa masculino - Individual geral feminino - Equipes feminino - Trave - Solo feminino - Barras assimétricas - Salto sobre a mesa feminino | Ginástica rítmica - Individual geral - Equipes - Grupo geral - Grupo 5 arcos - Grupo 3 fitas e 2 cordas - Arco - Bola - Corda - Fita |

## Medalhistas

### Ginástica artística
Masculino
| Evento                      | Ouro | Prata | Bronze |
| Equipes detalhes            | Francisco Barreto Júnior Diego Hypólito Mosiah Rodrigues Victor Rosa Sérgio Sasaki Arthur Zanetti BRA Brasil | Juan Guillermo Escobar Jorge Hugo Giraldo Didier Lugo Sichaca Fabián Meza Galvis Sergio Restrepo Javier Sandoval Afanador COL Colômbia | Nicolás Córdoba Mario Gorosito Juan Manuel Lompizano Osvaldo Martínez Erazun Juan Sebastián Melchiori Federico Molinari ARG Argentina |
| Individual geral detalhes   | Jorge Hugo Giraldo COL Colômbia                                                                              | Didier Lugo Sichaca COL Colômbia | Enrique González Sepúlveda CHI Chile                                                                                                  |
| Solo detalhes               | Diego Hypólito BRA Brasil                                                                                    | Enrique González Sepúlveda CHI Chile                                                                                                   | Victor Rosa BRA Brasil |
| Cavalo com alças detalhes   | Jorge Hugo Giraldo COL Colômbia                                                                              | Didier Lugo Sichaca COL Colômbia | Mosiah Rodrigues BRA Brasil |
| Argolas detalhes            | Arthur Zanetti BRA Brasil                                                                                    | Didier Lugo Sichaca COL Colômbia | Federico Molinari ARG Argentina |
| Salto sobre a mesa detalhes | Diego Hypólito BRA Brasil                                                                                    | Sérgio Sasaki BRA Brasil | Enrique González Sepúlveda CHI Chile                                                                                                  |
| Barras paralelas detalhes   | Jorge Hugo Giraldo COL Colômbia                                                                              | José Luis Fuentes VEN Venezuela | Enrique González Sepúlveda CHI Chile                                                                                                  |
| Barra fixa detalhes         | Didier Lugo Sichaca COL Colômbia                                                                             | Mosiah Rodrigues BRA Brasil | José Luis Fuentes VEN Venezuela |

Feminino
| Evento                       | Ouro                                                                                                | Prata | Bronze                                                                                            |
| Equipes detalhes             | Letícia Acosta Anna Cardoso Priscila Cobello Ethiene Franco Bruna Leal Ana Cláudia Silva BRA Brasil | Melba Avendano Romero Catalina Escobar Gómez Gabriela Gómez Roldán Marcela Sandoval Bibiana Vélez Alzate COL Colômbia | Eliana González Jessica López Yarimar Medina Maciel Peña Cindy Ruiz Johanny Sotillo VEN Venezuela |
| Individual geral detalhes    | Jessica López VEN Venezuela                                                                         | Bruna Leal BRA Brasil                                                                                                 | Priscila Cobello BRA Brasil                                                                       |
| Salto sobre a mesa detalhes  | Catalina Escobar Gómez COL Colômbia                                                                 | Letícia Acosta BRA Brasil                                                                                             | Elid Helwigg Burgos ECU Equador Ayelen Tarabini ARG Argentina                                     |
| Barras assimétricas detalhes | Jessica López VEN Venezuela                                                                         | Catalina Escobar Gómez COL Colômbia                                                                                   | Bruna Leal BRA Brasil                                                                             |
| Trave detalhes               | Jessica López VEN Venezuela                                                                         | Bruna Leal BRA Brasil                                                                                                 | Ayelen Tarabini ARG Argentina                                                                     |
| Solo detalhes                | Jessica López VEN Venezuela                                                                         | Bruna Leal BRA Brasil                                                                                                 | Elid Helwigg Burgos ECU Equador                                                                   |

### Ginástica rítmica
| Evento                      | Ouro | Prata | Bronze                                                                           |
| Individual geral detalhes   | Angélica Kvieczynski BRA Brasil                                                                                 | Andreina Acevedo VEN Venezuela                                                                                  | Darya Shara ARG Argentina                                                        |
| Equipes detalhes            | Rafaela Costa Drielly Daltoe Angélica Kvieczynski Eliane Sampaio BRA Brasil                                     | Florencia Aracama Ana Carrasco Pini Ayelen Paez Pieri Darya Shara ARG Argentina                                 | Andreina Acevedo Katherin Arias Leiyineth Medrano Michelle Sánchez VEN Venezuela |
| Grupo geral detalhes        | Ana Alencar Larissa Barata Letícia Dutra Luisa Matsuo Ana Ribeiro Ana Paula Scheffer BRA Brasil                 | Leiyineth Medrano Michelle Sánchez Marian Parra Nathalia Serrano Nathalia Silva Alejandra Vásquez VEN Venezuela | nenhum                                                                           |
| 5 arcos detalhes            | Leiyineth Medrano Michelle Sánchez Marian Parra Nathalia Serrano Nathalia Silva Alejandra Vásquez VEN Venezuela | Ana Alencar Larissa Barata Letícia Dutra Luisa Matsuo Ana Ribeiro Ana Paula Scheffer BRA Brasil                 | nenhum                                                                           |
| 3 fitas + 2 cordas detalhes | Leiyineth Medrano Michelle Sánchez Marian Parra Nathalia Serrano Nathalia Silva Alejandra Vásquez VEN Venezuela | Ana Alencar Larissa Barata Letícia Dutra Luisa Matsuo Ana Ribeiro Ana Paula Scheffer BRA Brasil                 | nenhum                                                                           |
| Corda detalhes              | Angélica Kvieczynski BRA Brasil                                                                                 | Eliane Sampaio BRA Brasil                                                                                       | Andreina Acevedo VEN Venezuela                                                   |
| Arco detalhes               | Angélica Kvieczynski BRA Brasil                                                                                 | Ayelen Paez Pieri ARG Argentina                                                                                 | Ana Carrasco Pini ARG Argentina                                                  |
| Bola detalhes               | Angélica Kvieczynski BRA Brasil                                                                                 | Katherin Arias VEN Venezuela                                                                                    | Andreina Acevedo VEN Venezuela                                                   |
| Fita detalhes               | Angélica Kvieczynski BRA Brasil                                                                                 | Darya Shara ARG Argentina                                                                                       | Ayelen Paez Pieri ARG Argentina                                                  |

## Quadro de medalhas
| Ordem | País      | Medalha de ouro | Medalha de prata | Medalha de bronze | Total |
| ----- | --------- | --------------- | ---------------- | ----------------- | ----- |
| 1     | Brasil    | 12              | 9                | 4                 | 25    |
| 2     | Venezuela | 6               | 4                | 5                 | 15    |
| 3     | Colômbia  | 5               | 6                |                   | 11    |
| 4     | Argentina |                 | 3                | 7                 | 10    |
| 5     | Chile     |                 | 1                | 3                 | 4     |
| 6     | Equador   |                 |                  | 2                 | 2     |
| TOTAL | TOTAL     | 23              | 23               | 21                | 67    |